# Marathi (sprog)
Marathi er et af Indiens mange sprog. Det var hovedsproget i Marathaforbundet og er i dag det officielle sprog i delstaten Maharashtra, og det tales også i nabostaten Madhya Pradesh med flere.
Det har som mange af de indiske sprog udviklet sig fra sanskrit og er blevet udskilt som et selvstændigt sprog fra andre indoariske sprog for omkring 1.000 år siden. Marathi tales af omkring 70 millioner mennesker, og det har en rig litterær historie.
Marathi nedstammer fra sanskrit gennem prakriten maharashtri. Maharashtri var det officielle sprog i Satavahanaimperiet i de første århundreder e.Kr., og i sin tid den mest udbredte prakrit.
Marathi skrives i dag med devanagari-alfabetet. Før udbredelsen af trykkemaskiner brugtes et andet alfabet kaldet modi. Det var en kursiv skrift, som kan skrives næsten uden at løfte pennen fra papiret. Modiskriften gik ud af brug fordi den er svær at trykke.